# Sebastiano Somma
Sebastiano Somma (Castellammare di Stabia, 21 luglio 1960) è un attore italiano.

## Biografia
Nato a Castellammare di Stabia ma cresciuto con la famiglia a Napoli dove farà parte di una compagnia teatrale amatoriale, all'età di 22 anni si trasferisce a Roma dove prende parte a diversi corsi di recitazione e dizione. I suoi primi lavori sono nella filodrammatica Napoletana con opere di Scarpetta e Eduardo; recitata insieme ad Aldo Giuffré prima e Rosalia Maggio poi nelle Sorelle Materassi di Aldo Palazzeschi. Al cinema si affaccia con opere leggere; dopo anni a lavorare come protagonista di diversi fotoromanzi, in cui apparve inizialmente con il nome d'arte di Chris Olsen per poi passare al suo nome reale, e una estemporanea esperienza come conduttore televisivo per il canale privato Odeon TV, il suo primo film è Un jeans e una maglietta di Mariano Laurenti, a fianco a Nino D'Angelo, Roberta Olivieri, Enzo Cannavale e Bombolo, cui fanno seguito molti altri film negli anni successivi.
Il suo primo ruolo televisivo è in uno sceneggiato di Silverio Blasi, Il boss, nel quale interpreta un killer assoldato dalla mafia. A metà anni novanta lavora anche come "inviato" pubblicitario nella trasmissione di Rai 1 Carràmba! Che sorpresa. La svolta professionale per Somma avviene qualche anno dopo con una serie televisiva di grande successo: Sospetti di Luigi Perelli, di cui è protagonista per tre edizioni. Per la regia di Fabrizio Costa interpreta due fiction importanti: Senza confini e Madre Teresa.
Seguono cinque stagioni di Un caso di coscienza e La bambina dalle mani sporche di Martinelli. Ritrova quindi il teatro, prima diretto da Giorgio Albertazzi in Sunshine; poi rende omaggio ad Eduardo De Filippo in una commedia interpretata a fianco di Tosca D'Aquino: Io, Eduardo, diretta da Bruno Colella. Per quattro anni porta in scena due lavori di Leonardo Sciascia: Il giorno della civetta e A ciascuno il suo.
Viene diretto da Gigi Proietti nella commedia Remember me, dove mette in luce il suo lato comico-brillante. Segue un'altra commedia, Incubi d'amore, diretta da Augusto Fornari. Al cinema ritorna con un film di Antonio Baiocco nel 2010, Il mercante di stoffe, del quale diventa anche produttore per salvare l'opera dal fallimento del precedente produttore. Dirige e interpreta per la Fondazione Luchetta di Trieste tre cortometraggi che ricordano il dramma dei bambini vittime della guerra nella ex Jugoslavia; si cimenta nelle vesti di autore scrivendo assieme a Martino de Cesare e Paolo Logli un programma per Rai 1 dal nome Quando arriva un'emozione, che racconta in musica i problemi dell'infanzia.
Tra le sue esperienze professionali, la conduzione di programmi televisivi come M'ama, non m'ama, Utile futile e Miss Italia nel mondo.
È tra gli interpreti e tra i maggiori sostenitori del docufilm Il bacio azzurro di Pino Tordiglione, che tratta il delicato problema dell'acqua.
Dopo tanti anni lontano dalla TV, nel 2020 torna su Rai 1 con la miniserie TV Come una madre, mentre al cinema ritorna nel 2024 con il film diretto da Alessandro Siani, Succede anche nelle migliori famiglie e con l'opera prima di Emiliano Locatelli, Il diavolo è Dragan Cygan.

## Vita privata
Nel 1996, durante una vacanza, ha conosciuto la collega Morgana Forcella che ha poi sposato nel 2004. Hanno avuto una figlia nel 2005. Si professa cattolico.

## Filmografia

### Cinema
- Cuando calienta el sol... vamos alla playa, regia di Mino Guerrini (1983)
- Un jeans e una maglietta, regia di Mariano Laurenti (1983)
- Zero in condotta, regia di Giuliano Carnimeo (1983)
- Hanna D. - La ragazza del Vondel Park, regia di Rino Di Silvestro (1984)
- Voglia di guardare, regia di Joe D'Amato (1986)
- La vita di scorta, regia di Piero Vida (1986)
- I miei primi 40 anni, regia di Carlo Vanzina (1987)
- Rimini Rimini, regia di Sergio Corbucci (1987)
- Opera, regia di Dario Argento (1987)
- Rorret, regia di Fulvio Wetzl (1988)
- Ciao ma'..., regia di Giandomenico Curi (1988)
- Hannibal, regia di Ridley Scott (2001) – non accreditato
- Viaggio in Italia - Una favola vera, regia di Paolo Genovese e Luca Miniero (2007)
- Il mercante di stoffe, regia di Antonio Baiocco (2009)
- Una diecimilalire, regia di Luciano Luminelli (2016)
- My Italy, regia di Bruno Colella (2017)
- Mare di grano, regia di Fabrizio Guarducci (2018)
- Destini, regia di Luciano Luminelli (2019)
- Lupo Bianco, regia di Tony Gangitano (2021)
- Una sconosciuta, regia di Fabrizio Guarducci (2021)
- Rosanero, regia di Andrea Porporati (2022)
- Anemos - Il vento, regia di Fabrizio Guarducci (2022)
- Succede anche nelle migliori famiglie, regia di Alessandro Siani (2024)
- Il diavolo è Dragan Cygan, regia di Emiliano Locatelli (2024)

### Televisione
- Skipper, regia di Roberto Malenotti – miniserie TV (1984)
- Helena, regia di Giancarlo Soldi – miniserie TV (1987)
- Io Jane, tu Tarzan, regia di Enzo Trapani – miniserie TV (1989)
- Casa Vianello, regia di Paolo Zenatello – sitcom, episodio 4x20 (1993)
- Cronaca nera, regia di Gianluigi Calderone e Ugo Fabrizio Giordani – miniserie TV, 1 episodio (1998)
- Non lasciamoci più – serie TV, 1 episodio (1999)
- Sospetti – serie TV (2000-2003-2005)
- Senza confini - Storia del commissario Palatucci, regia di Fabrizio Costa – miniserie TV (2001)
- Madre Teresa, regia di Fabrizio Costa – miniserie TV (2003)
- Un caso di coscienza – serie TV (2003-2013)
- La bambina dalle mani sporche, regia di Renzo Martinelli – miniserie TV (2005)
- Nati ieri – serie TV (2006-2007)
- Il giorno della civetta, regia di Felice Cappa – film TV (2014)
- Come una madre, regia di Andrea Porporati – miniserie TV (2020)
- Mameli - Il ragazzo che sognò l'Italia, regia di Luca Lucini e Ago Panini – miniserie TV, 3 episodi (2024)

### Cortometraggi
- Contenere l'infinito, regia di Alessandro Ferrara (2014)

## Teatro
- Sunshine, regia di Giorgio Albertazzi (2009)[5]
- Il giorno della civetta, regia di Fabrizio Catalano (2011)
- A ciascuno il suo, regia di Fabrizio Catalano (2013)
- Uno sguardo dal ponte, regia di Enrico Maria Lamanna (2015-2019)
- La passione, prodotto da Francesco Serio per CDB Produzioni (2019)
- Vi presento Matilde Neruda di Liberato Santarpino, regia di Sebastiano Somma (2019-2022)
- Lucio incontra Lucio di Liberato Santarpino, regia di Sebastiano Somma (2022)